# 上信電気鉄道デキ1形電気機関車
上信電気鉄道デキ1形電気機関車（じょうしんでんきてつどうデキ1がたでんききかんしゃ）は、1924年（大正13年）に上信電気鉄道（現 上信電鉄）が導入した電気機関車である。

## 概要
1924年（大正13年）、上信線が改軌・電化した際に、3両（デキ1・デキ2・デキ3）をドイツのシーメンスシュケルト社から購入した。小型の凸型機で機械（車体）部分の製造者はM.A.N社。価格は当時の金額で36,990円。1986年（昭和61年）にはエバーグリーン賞（鉄道友の会）を受賞。
外観に関しては砂箱の撤去と前照灯位置の変更、パンタグラフの交換、およびATS関連装備の搭載がなされているが、大正年間の輸入当時と比べても大きな改変はほとんどない。このことから、鉄道ファンの間では「上州のシーラカンス」の異名をとる。

## 本形式導入の経緯について
大正から昭和初期にかけての日本の各鉄道会社では、英米製の電気機関車や設備が主流だったが、上信電鉄ではドイツ製が多かった。第一次大戦の戦時賠償として、ドイツから日本へ優秀な鉄道機材、設備が譲渡されることになったが、群馬県出身の政治家桜井伊兵衛の運動により、上信電鉄はそれらの多くを譲り受けることができたからである。譲渡が円滑に進んだ裏には､当時滞独中であった井上工業の井上房一郎による仲介と、シーメンス社による日本市場開拓という目論見もあった｡こうした流れの中､福島変電所の回転変流機など主要電気機器はドイツに発注され､本形式もまた同様に輸入されることとなった。

## 構造

### 車体
全長9.180mmの凸型車体を採用した。
多くの凸型機とは異なり、車体下部に露出した側梁は妻面も側面も同一の太さであり、横幅を狭められたデザインが多い機械室（前後ボンネット）部分も運転室部分と同様の幅であるため側面は基本的に平坦なデザインとなっている。
屋根は単一の曲線を描いており、これも他社の凸型機と異なる。これらの特徴は当時のシーメンス社製の電気機関車に共通のものとされ、本機と同じく1924年製でより小型のB型機である尾西鉄道（名古屋鉄道尾西線の前身事業者）が導入したEL1形電気機関車にも通じる。
また、左右片方の側面には6枚の機器点検蓋を備えるが、デキ1とデキ2・デキ3では付いている面が逆になっている。

### 主要機器

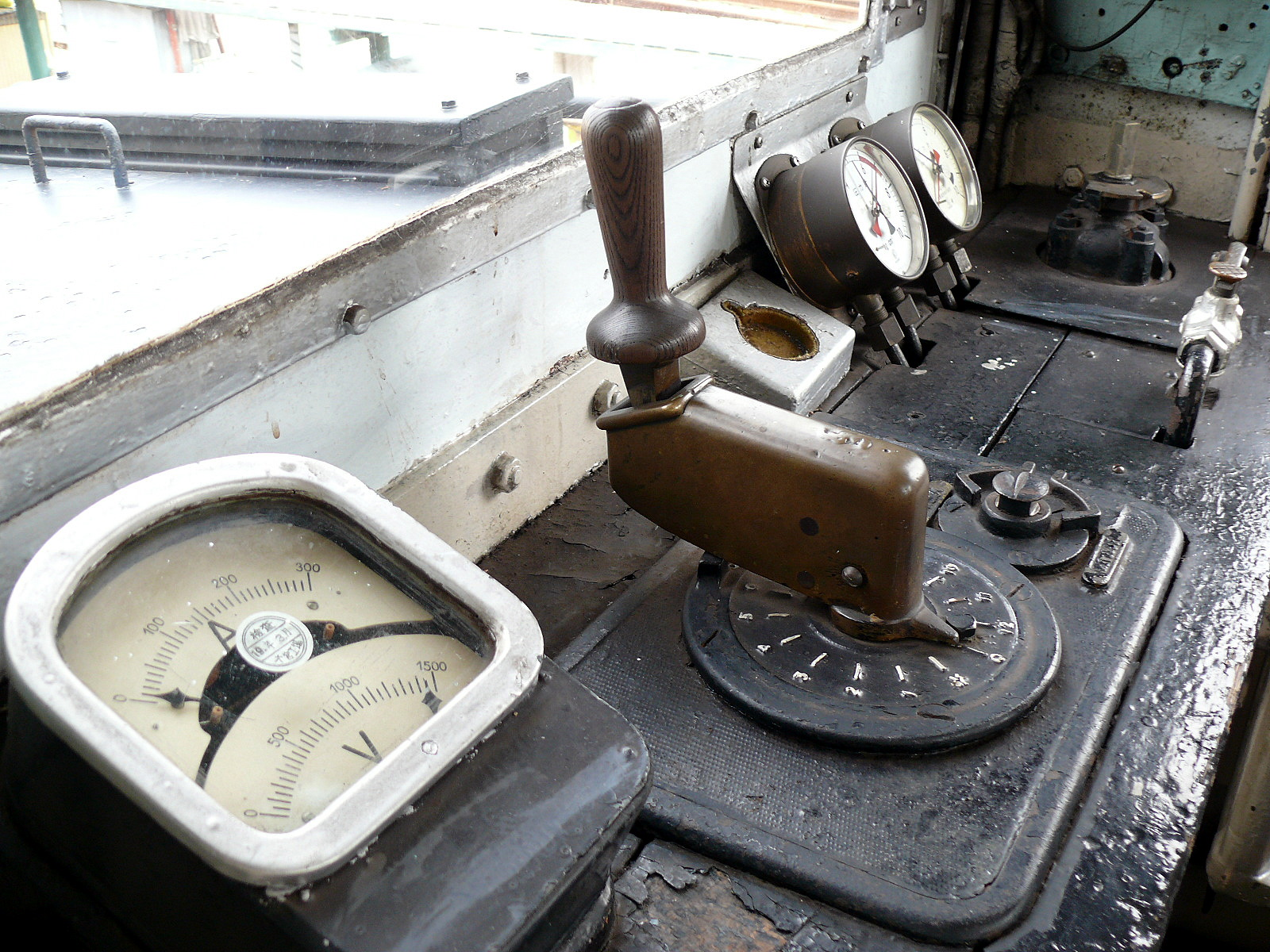
イベント時に公開されたデキ3の運転台。
（2009年11月8日）

電装品にはいずれも同時に導入した旅客用電車のデハ1形と同一のものを用いている。
主電動機にはシーメンス製DJ11B電動機を4基搭載する。主制御器は総括制御が可能で間接式のシーメンス製CIB10064Aである。ブレーキ装置は空気ブレーキと手ブレーキを備え、ドイツのクノールブレムゼ社製である。台車は電車とは異なり、シーメンス製の板台枠のものを採用し、車輪径は電車用の27-MCB-2のもの（860 mm）よりも大きい900 mmとされた。
集電装置もやはりシーメンス製で一枚のカーボンスライダーを用いた大型のパンタグラフを採用した。

## 運用
当初より貨物列車の牽引に使用されたほか、1950年（昭和25年）からは日本国有鉄道（国鉄）高崎線から旧型客車を用いた臨時列車の直通運転が開始され、1961年（昭和36年）に国鉄80系電車によって置き換えられるまでこの列車の上信線内の牽引にも使用された。貨物輸送全盛期には、石炭や薪炭、木材、繭、こんにゃく等々の輸送に用いられた。これらの列車は昼時に運行することが多く、沿線住民からはお召し列車と（昼）御飯を掛けて「オメシレッシャ」と呼ばれて親しまれていたが、1994年（平成6年）10月1日の貨物輸送廃止に伴い、翌1995年（平成7年）3月にデキ2が廃車された（後に富岡市に寄贈）。残ったデキ1とデキ3は貨物輸送の廃止以降は工事列車や電車を客車役にした臨時列車などに使用されていた。
2007年（平成19年）3月12日、下仁田 - 赤津信号所間で線路沈下が原因と見られる脱線事故が発生し、その際に受けた損傷が原因で長らく補修待ちとなっていたが、2011年度の群馬デスティネーションキャンペーンに向けた修復が2010年末から行われ、2011年4月に完了した。
2017年（平成29年）7月26日、高崎駅構内においてデキ1が出火事故を起こす。車体の腐食によって雨水が機関車内部に浸入して漏電したことが事故の原因であるとされ、再発防止も含めた修繕には多額の費用が掛かる見通しとされた。この事故以降、デキ1と無傷だったデキ3は運用に入ることもなく高崎駅構内に留置される状態が続いていたが、2021年（令和3年）12月、デキ3については観光庁の既存観光拠点の再生・高付加価値化推進事業（交通連携型）約2700万円の交付を受けて動態保存に向けて整備されることが明らかになった。

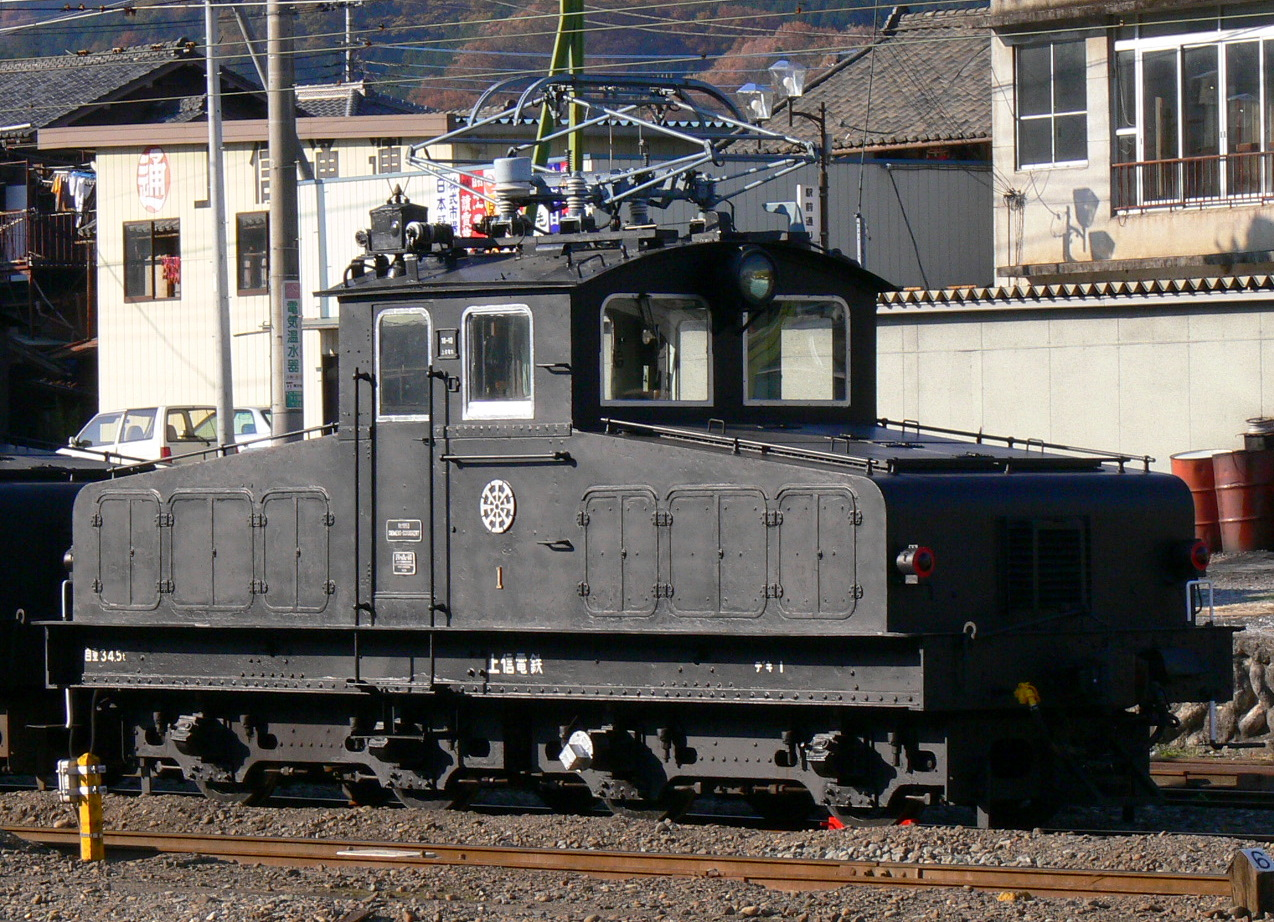
デキ1 （2006年12月2日）
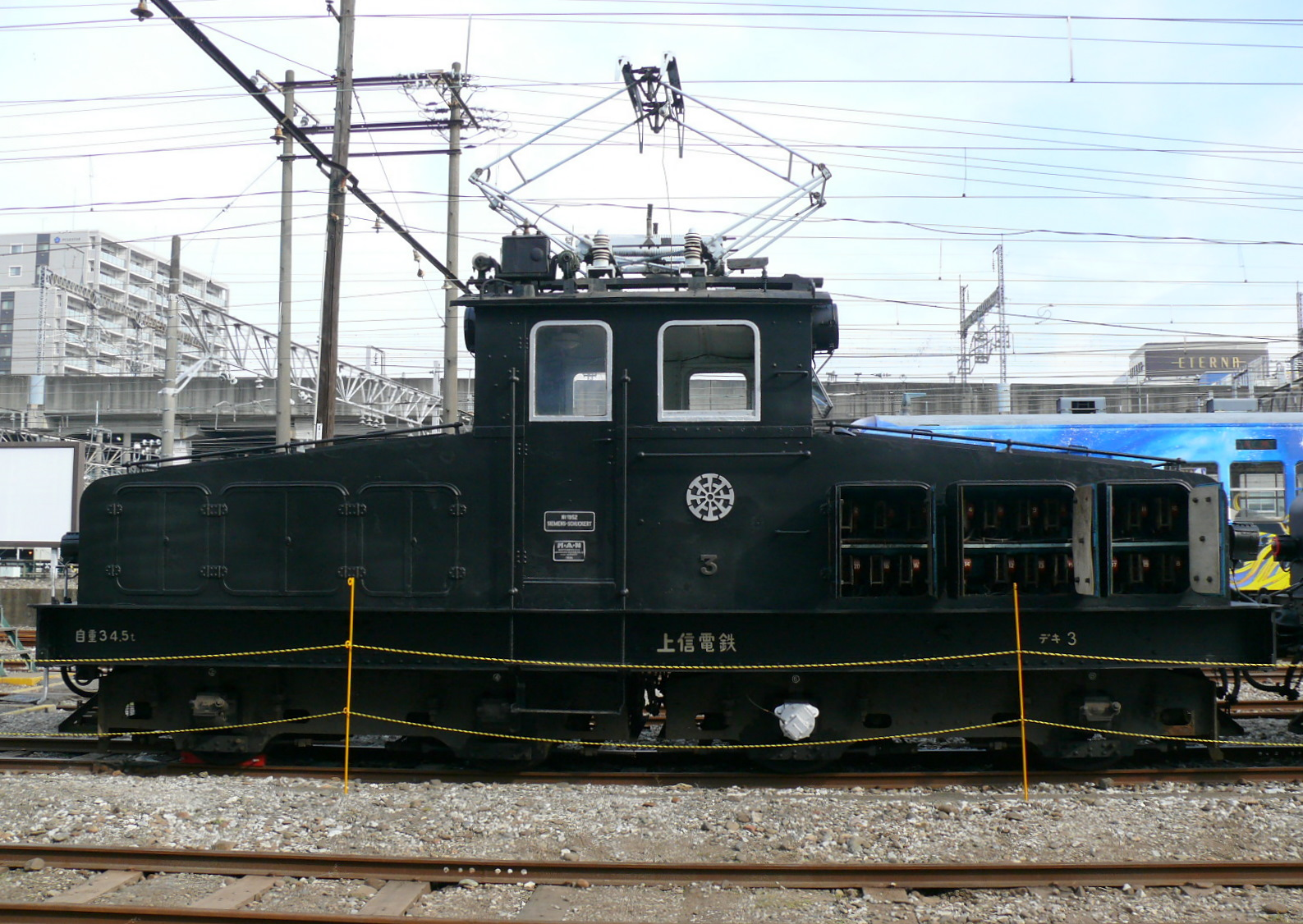
デキ3の側面 （2009年11月8日）
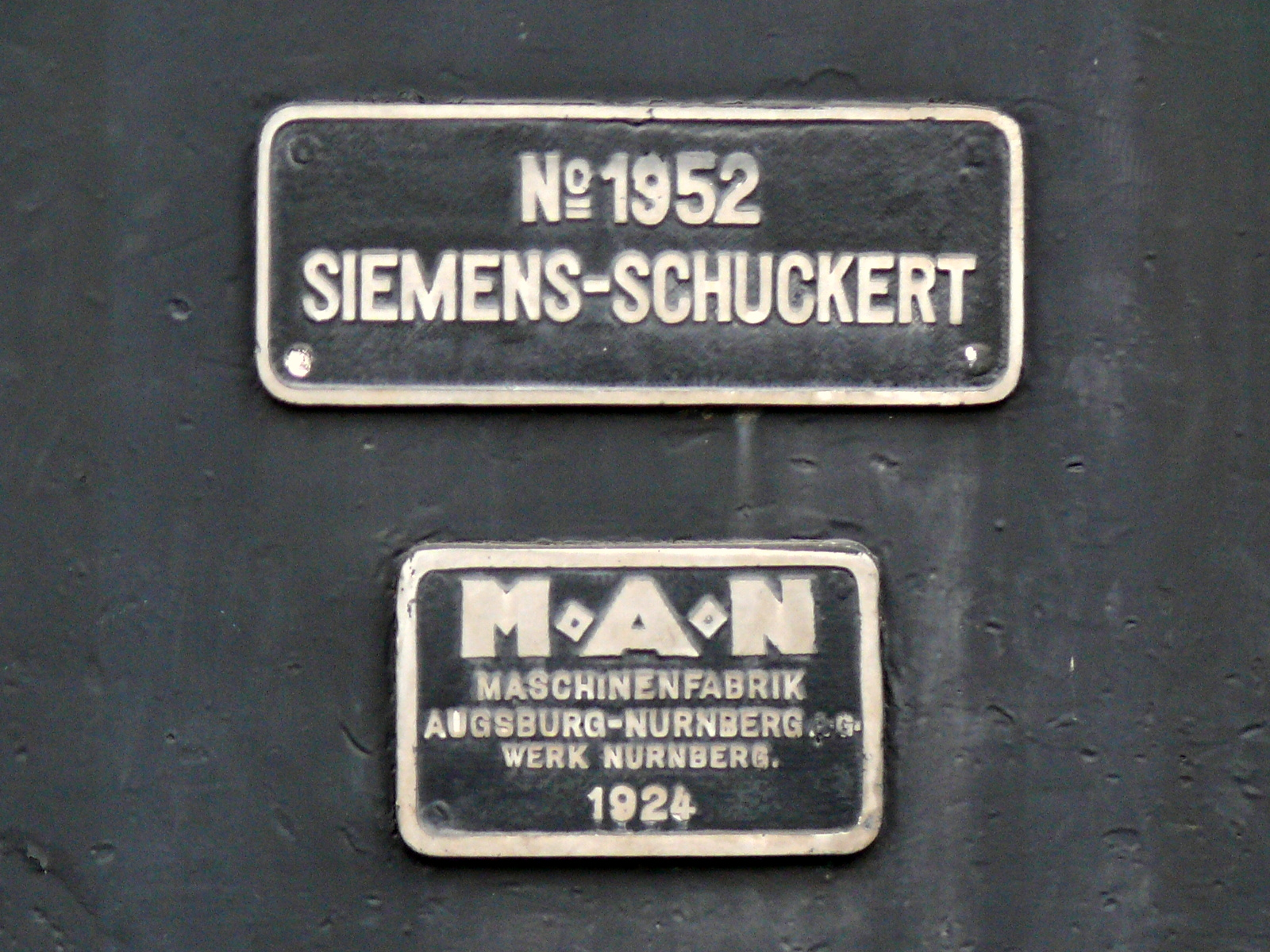
デキ3の側面に取り付けられている製造銘板。シーメンス社のシリアルナンバーが記載されている （2009年11月8日）
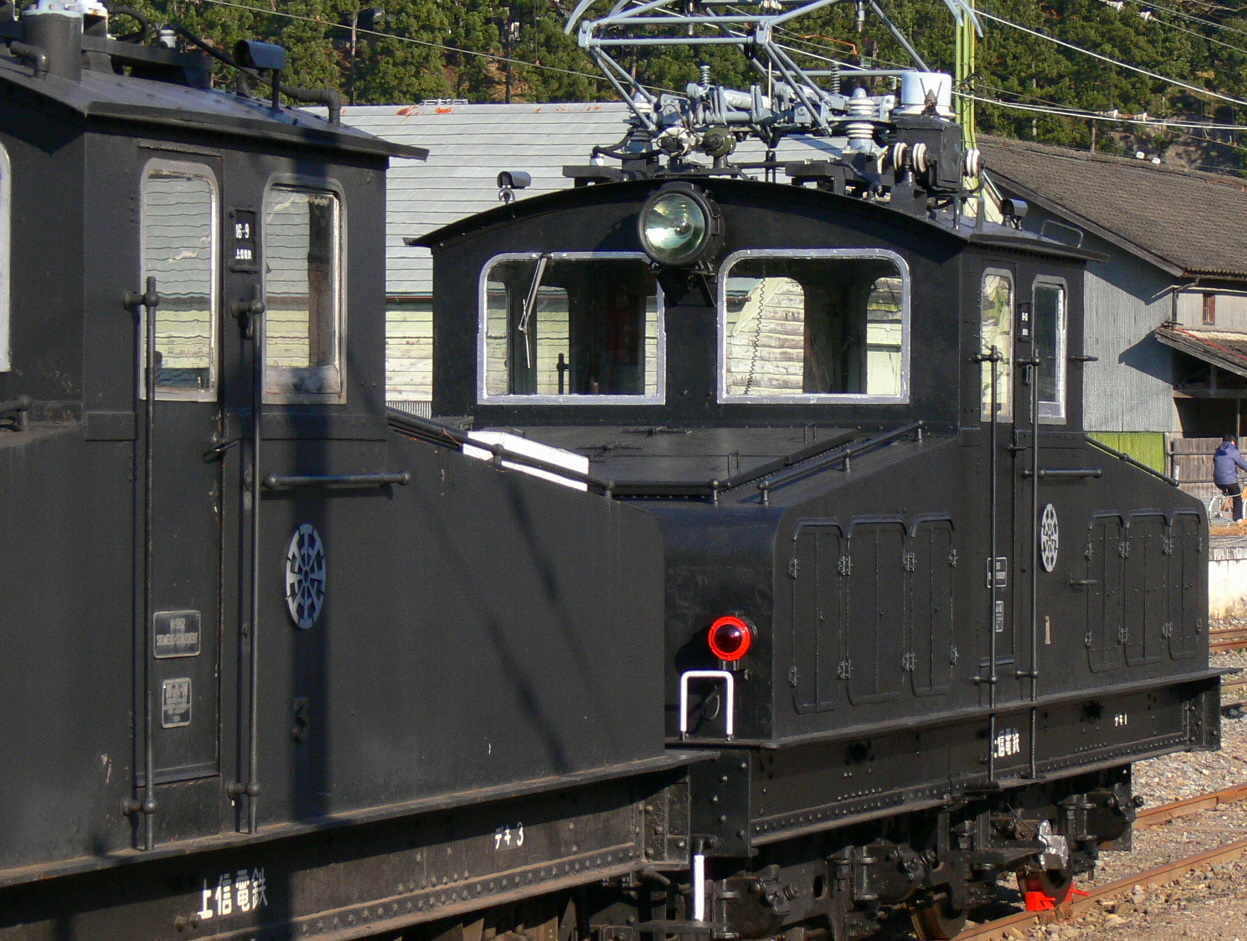
デキ1とデキ3の側面。ボンネット側面の点検扉の有無（デキ3のものは反対側側面にある）の違いがある。 （2006年12月2日）

## 保存

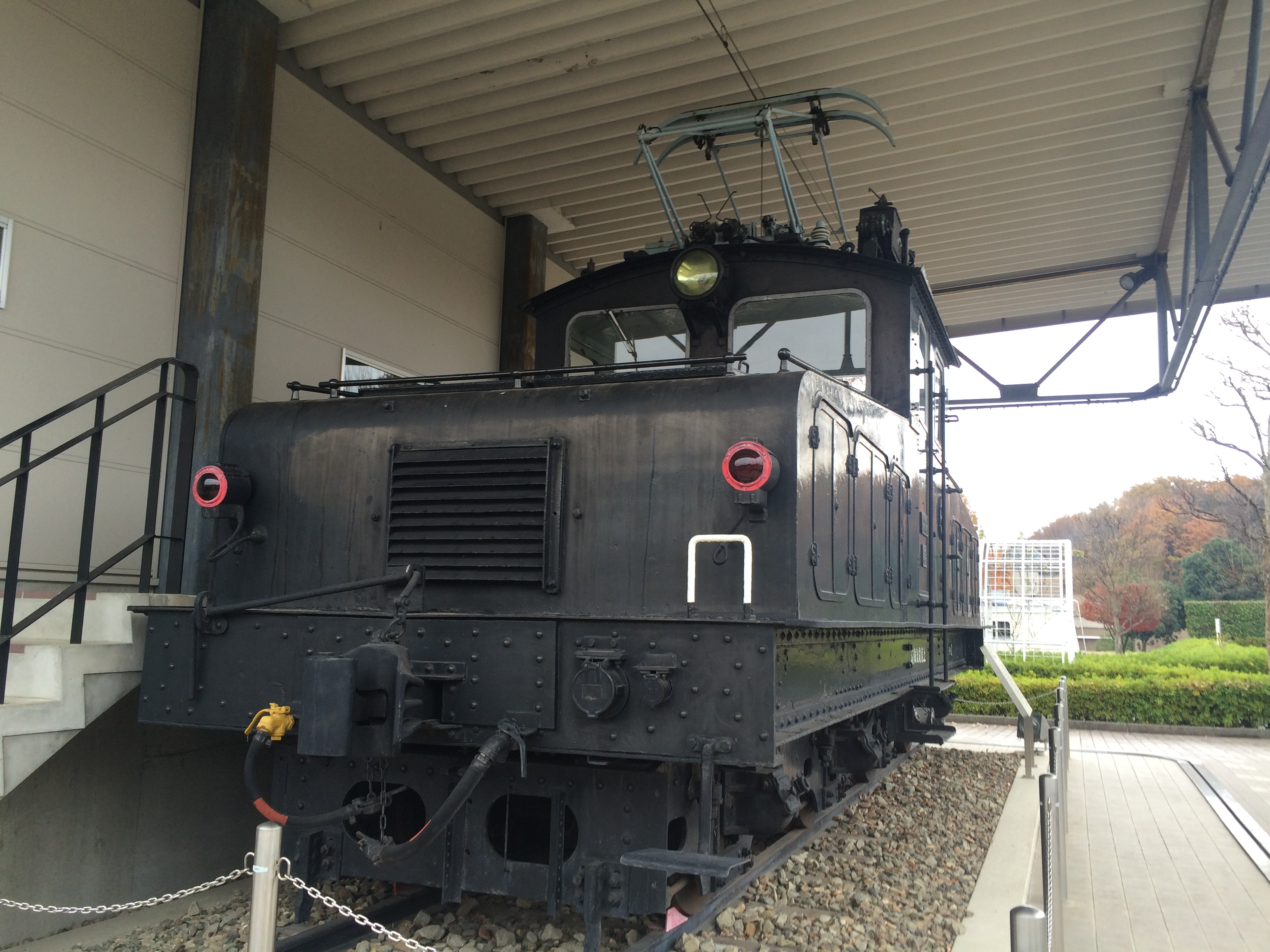
デキ2

- デキ2 - 富岡市のもみじ平総合公園において静態保存[2]。